# Житница (област Пловдив)
Вижте пояснителната страница за други значения на Житница.
Житница е село в Южна България, област Пловдив, община Калояново. Името му е Хамбарлии до 1934 г.

## География
Житница се намира на 26 km северно от центъра на Пловдив и на 5 km северозападно от общинския център Калояново. Разположена е на 232 m надморска височина в Горнотракийската низина, на десния бряг на река Пикла.

## История
На мястото на днешното с. Житница през 1646 г. е съществувал османски чифлик сред гората, между близкия дол и река Тикла. За да обработват земята и да се грижат за стадата му, феодалът (чифликсайбията) преселва павликяни от Сопот и Калаброво (дн. Иганово). От тези заселници край чифлика възниква селото.
За първи родове, населили селото, се сочат семействата: Бодурски, Начеви, Селимови, Кърчеви.
По време на турското владичество част от населението приема източното православие, а другите жители стават католици. От доклад на мисионера отец Никола Радовани до конгрегацията в Рим личи, че през 1797 г. в селото е имало 54 къщи с 341 католици. По разкази на стари хора от селото православните са посещавали католическата църква и наравно с католиците плащат десятък на църквата в натура – жито, мляко, вълна и др. След Освобождението и Съединението православното население на Житница се изселва в околните села, най-вече в Царимир, като изкупува земята на изселващите се турци. Турците, които живели в селото, се изселили след Освобождението.

## Инфраструктура
- Център за домашни грижи „Каритас“[3]

## Култура

### Религия
Жителите на селото са католици. В селото действа римокатолическата църква „Успение Богородично“. До църквата е построен манастир на Сестрите францисканки мисионерки на Пресветото сърце Исусово.

### Празници
- Събор – определя се според религиозния празник „Тяло и Кръв Христово“ (Алаят), който е подвижен празник, т.е. не е фиксиран за конкретна дата.
- Събор празник на селото през втората седмица на септември.
- 15 август - храмов празник на църквата „Успение Богородично“.
- Куковден (Пепеляна сряда) – начало на Постното време, според католическия календар.

## Личности
Родени в Житница
- Атанас Борносузов, футболист в Славия (София)
- Милен Добрев, щангист
- Йосиф Тончев, католически свещеник
- Станислав Танчев, католически свещеник
- Румен Станев, католически епископ

Живели в Житница
- Максимилиян Балабански, католически свещеник, конвентуалец

## Галерия
- Католическата църква
- В католическата църква
- Католическият манастир
- Статуята на Максимилиан Колбе